# Národní divadlo Mihaie Eminescua
Národní divadlo Mihaie Eminescua (rumunsky Teatrul Național „Mihai Eminescu”) je divadlo v Kišiněvě, hlavním městě Moldavska. Jeho divadelní scéna stojí na hlavní městské třídě, bulváru Štěpána Velikého, ve středu města.

## Historie
Kišiněvské národní divadlo, které bylo první divadelní institucí v rumunské Besarábii, slavnostně zahájilo provoz 6. října 1921. Za svůj vznik vděčilo iniciativě rumunské vlády, kterou podpořili rumunští umělci. Ten den byla odhalena busta spisovatele Bogdana Petriceicua Hasdeua a uskutečnila se premiéra jeho hry Răzvan şi Vidra. V roce 1935 však rumunská vláda z finančních důvodů pozastavila činnost národních divadel v Kišiněvě, Craiově a Černovicích.
Po připojení Besarábie k Sovětskému svazu 28. června 1940 vzniklo v Kišiněvě Moldavské státní divadlo Moldavské sovětské socialistické republiky (po roce 1954 Moldavské státní akademické hudebně-dramatické divadlo Alexandra Puškina), jehož soubor tvořili jednak zdejší besarabští herci, jednak herci, kteří sem byli přesunuti z propagandistického Moldavského státního divadla, které fungovalo od roku 1933 v Tiraspolu, jenž byl součástí Sovětského svazu. Po skončení druhé světové války v roce 1945 se v kišiněvském divadle hrály hry socialistického realismu a klasická ruská dramata. Národní repertoár se vrátil až na konci 50. let 20. století. V roce 1988 bylo divadlo pojmenováno po básníkovi Mihaii Eminescuovi, ovšem tentýž rok došlo v důsledku vnitřních sporů v souboru prakticky k rozpadu divadla a uzavření scény kvůli pětiletým opravám budovy. V následujících letech působilo jako divadelní studio, a to až do roku 1994, kdy se po osamostatnění Moldavska vrátilo do své budovy a zároveň získalo současný název.

## Budova

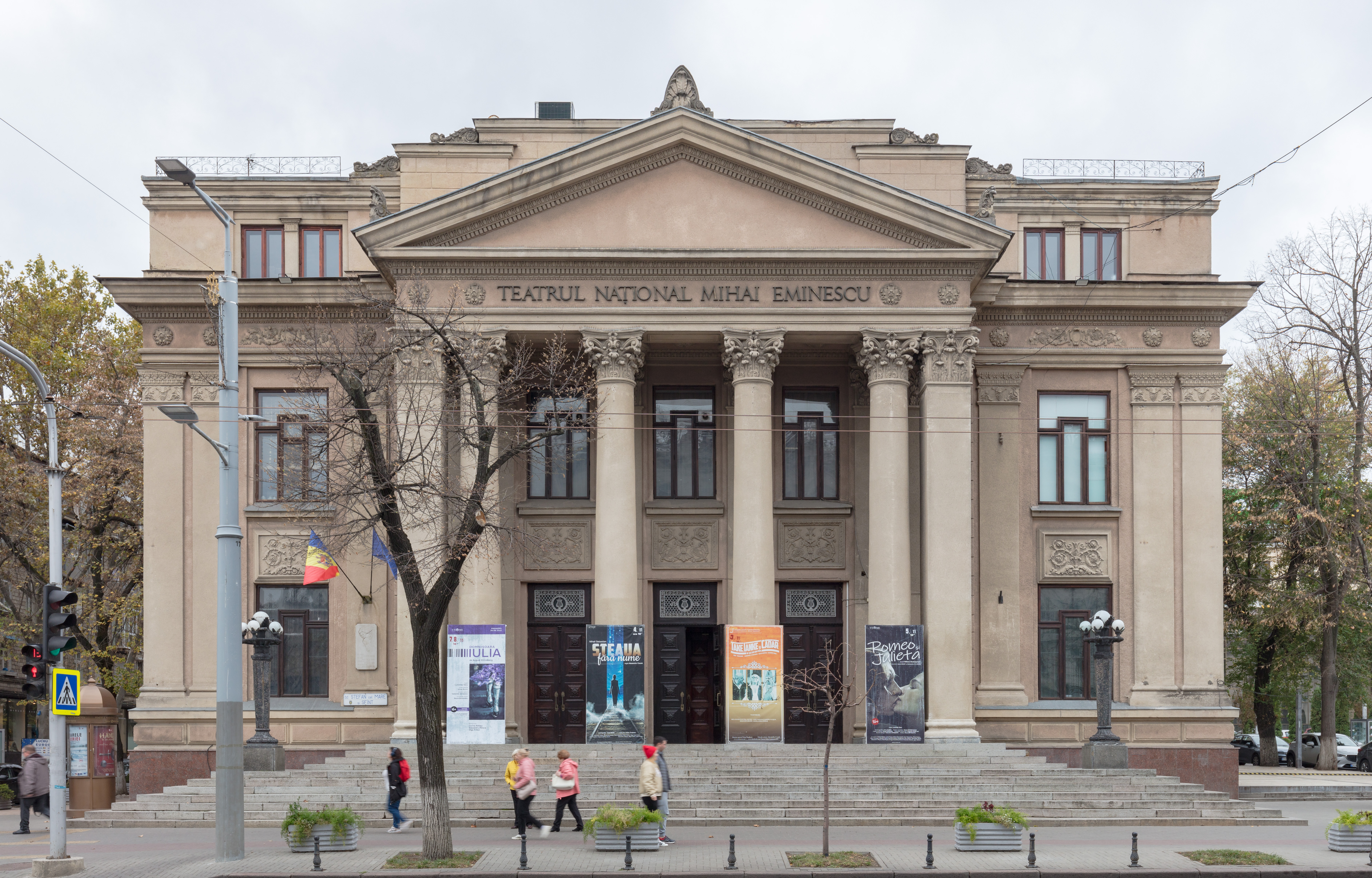
Hlavní průčelí budovy

Stavba nynější budovy moldavského národního divadla začala počátkem 30. let 20. století v novoklasicistním stylu, kvůli finančním důvodům a pozastavení činnosti divadla v roce 1935 ale byla zastavena. Práce byly nakonec obnoveny roku 1949 pod vedením architekta Galaděva z podniku Těatrprojekt. Interiéry a fasády vznikly pod vedením ruských architektů V. F. Smirnova a V. P. Alexandrova, přičemž byly zachovány meziválečné formy a styly. Stavba byla dokončena na jaře 1954. Třípodlažní podsklepená budova divadla je obdélníkového půdorysu a svou kratší stranou s hlavním vstupem se obrací do bulváru Štěpána Velikého (bd. Ștefan cel Mare). Hlavní průčelí s vyvýšeným hlavním vstupem je monumentální, tvoří jej portikus, jehož trojúhelníkový tympanon drží čtyři korintské sloupy lemované na okrajích dvěma čtvercovými pilíři, rovněž korintského stylu. Ve středu budovy se nachází divadelní sál završený kopulí.